# إرادة القدرة

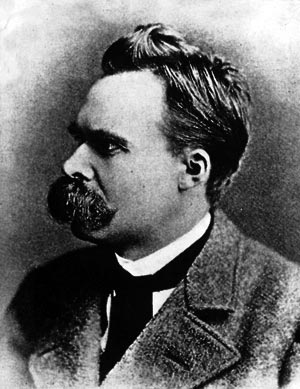

إرادة القدرة، (بالألمانية: der Wille zur Macht)، هو مفهوم بارز في فلسفة فريدريك نيتشه. تصف إرادة السلطة بما يعتقده نيتشه، أنه القوة الدافعة الرئيسية في البشر. ومع ذلك، لم يتم تعريف المفهوم بشكل منهجي في عمل نيتشه، تاركًا تفسيره مفتوحًا للنقاش.
أدرج ألفرد أدلر إرادة القوة في علم النفس الفردي. ويمكن مقارنة هذا مع مدارس العلاج النفسي الأخرى في فيينا: سيغموند فرويد الصورة مبدأ اللذة (الرغبة في المتعة) وفيكتور فرانكل الصورة (الرغبة في معنى). كل من هذه المدارس تدافع وتعلم قوة دافعة أساسية مختلفة تمامًا في البشر.

## كرافتمقابل.ماخت
تنشأ بعض المفاهيم الخاطئة عن إرادة السلطة، بما في ذلك الاستيلاء النازي لفلسفة نيتشه، من التغاضي عن تمييز نيتشه بين كرافت («القوة» أو «الجبر») وماخت («الطاقة» أو «القدرة»). كرافت هي القوة الأساسية التي يمكن ممارستها من قبل أي شيء يمتلكها، في حين أن ماخ، ضمن فلسفة نيتشه، مرتبط ارتباطًا وثيقًا بالتسامي و «التغلب على الذات»، التوجيه الواعي لـكرافت لأغراض إبداعية. والتي يمكن أن تشمل، مع ذلك، أعمال التشريع القوية والعنيفة والتأسيس الأخلاقي والسياسي.  

## تأثيرات مبكرة
تأثر تفكير نيتشه المبكر بتفكير آرثر شوبنهاور، الذي اكتشفه لأول مرة في عام 1865. يركز شوبنهاور بشكل رئيسي على الإرادة، ولديه على وجه الخصوص مفهوم «إرادة العيش». كتب جيلًا قبل نيتشه، وأوضح أن الكون وكل شيء فيه مدفوعًا بإرادة بدائية للعيش، مما يؤدي إلى رغبة في جميع المخلوقات الحية لتجنب الموت والإنجاب. بالنسبة إلى شوبنهاور، فإن هذه الإرادة هي الجانب الأكثر جوهرية للواقع - أكثر جوهرية حتى من كونها.